# Endang Rahayu Sedyaningsih
Endang Rahayu Sedyaningsih (née le 1er février 1955 et morte le 2 mai 2012) est une femme politique et clinicienne indonésienne. Elle a été ministre de la Santé de 2009 à 2012.